# Rio Arba
Río Arba är ett vattendrag i Spanien. Det ligger i provinsen Provincia de Zaragoza och regionen Aragonien, i den nordöstra delen av landet, 260 km nordost om huvudstaden Madrid.